# پاشاکلا (دابوی جنوبی)
پاشاکلادابو، روستایی است از توابع بخش دابودشت شهرستان آمل در استان مازندران ایران.

## جمعیت

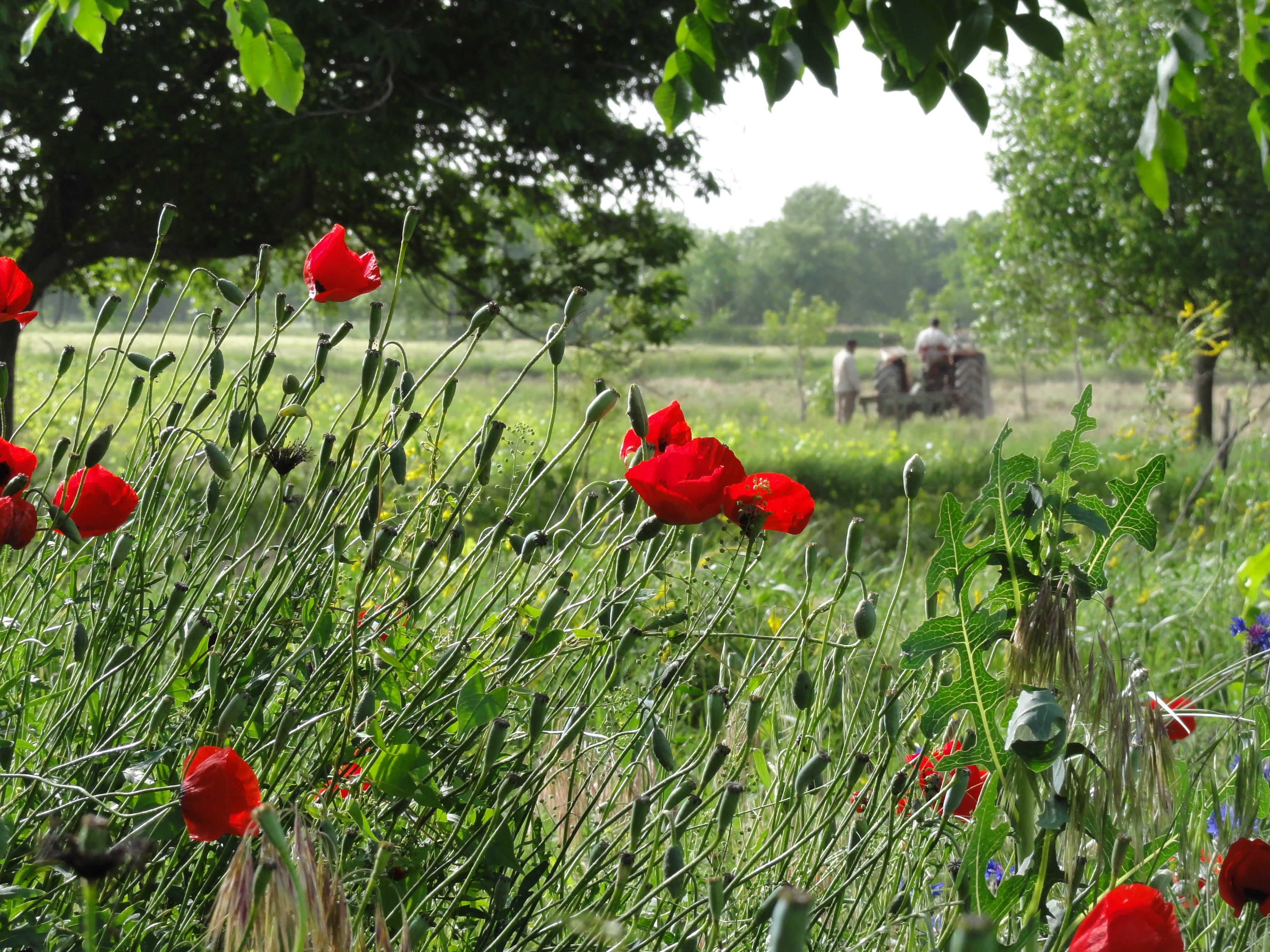